# Шматоваленко, Сергей Сергеевич (1967)
Серге́й Серге́евич Шматова́ленко (укр. Сергій Сергійович Шматоваленко; род. 29 января 1967, Одесса, Украинская ССР, СССР) — советский и украинский футболист, защитник. Игрок сборных СССР и Украины. Мастер спорта СССР (1986). Мастер спорта СССР международного класса (1990). Ныне — тренер.

## Биография
Воспитанник СДЮСШОР «Черноморец». Первый тренер — Георгий Бурсаков.
Карьеру футболиста начал в команде СКА (Одесса). В 1987 году играл в ЦСКА (Москва).
В 1987—1999 годах играл за «Динамо» (Киев).
В Высшей лиге СССР провёл 122 матча, забил три мяча. В Высшей лиге Украины — 107 игр, один гол.
В 1988 году был привлечён к тренировкам сборной СССР. Вышел на поле в её составе осенью 1988 года в игре против сборной ФРГ, забил гол в свои ворота и был заменён на 70-й минуте.
В 1990 году стал чемпионом Европы среди молодёжных команд, а в составе киевского «Динамо» завоевал чемпионский титул и стал обладателем Кубка СССР.
На закате карьеры играл за «Крылья Советов» и «Шериф» (Тирасполь).
В еврокубковых турнирах провёл 33 матча — все в составе «Динамо» (Киев).
За сборную Украины сыграл 8 матчей (дебютировал 26 августа 1992 года в товарищеском матче со сборной Венгрии).
С 2003 по 2021 год работал тренером в структуре киевского «Динамо» (в молодёжных командах).
С конца июня по 30 декабря 2021 года работал помощником главного тренера одесского «Черноморца».
Сын Сергей также был футболистом, но рано завершил карьеру из-за травмы.
Кавалер ордена «За заслуги» III степени (1998).

## Достижения

### Командные
- Чемпион Европы 1990 года среди молодёжных сборных
- Обладатель Кубка чемпионов Содружества 1996 года
- Чемпион СССР 1990 года
- Чемпион Украины (6): 1993, 1994, 1995, 1996, 1997, 1998
- Обладатель Кубка СССР 1990 года
- Обладатель Кубка Украины (2): 1993, 1996
- Серебряный призёр чемпионата СССР 1988 года
- Бронзовый призёр чемпионата СССР 1989 года
- Серебряный призёр чемпионата Украины 1992 года
- Серебряный призёр чемпионата Молдавии 2000 года
- Чемпион IX Спартакиады народов СССР 1986 года

### Личные
- В списке 33 лучших футболистов сезона в СССР (3): № 2 — 1989, 1990, № 3 — 1991